# Adam Duritz
Adam Fredric Duritz, född 1 augusti 1964 i Baltimore i Maryland, är en amerikansk sångare, låtskrivare och frontfigur i rockbandet Counting Crows. Han är känd för sina introspektiva texter som ofta behandlar teman som psykisk ohälsa, idealisering och identitet.

## Biografi
Duritz bildade Counting Crows i början av 1990-talet och fick sitt genombrott med albumet August and Everything After. Hans låtskrivande kännetecknas av återkommande motiv som dubbelgångare och idealiserade kärleksgestalter, vilket märks i låtar som "Mr. Jones" och "Good Time".
År 2008 avslöjade Duritz att han lever med en dissociativ störning, vilket påverkar hans upplevelse av verkligheten. Detta tillstånd har påverkat både hans personliga liv och hans konstnärliga uttryck.